# Me 262戰鬥機
梅塞施密特Me 262「燕式」（德語：Messerschmitt Me 262 Schwalbe）是德国梅塞施密特飞机公司在第二次世界大战末期为德国空军制造的一種噴射戰鬥機。该机于1944年夏末首度投入實戰，成為人類航空史上第一種投入实战的噴射機。
德國飛行員稱Me 262為渦輪（Turbo），盟軍則稱之為暴風鳥（Stormbird）。雖然燃料以及稀有金屬的缺乏使得Me 262大战中未能完全发挥其性能优势，德国飞行员驾驶该型战斗机在二战期间仍取得擊落約509架敵機（含轟炸機），自损100架的战绩。

## 發展
Me 262早在二戰前已經開始研發，名為P.1065計劃。計劃於1939年4月首飛，原型機與最後投入實戰的Me 262非常相似。但由於缺乏經費而拖慢了研發進度，當時空軍的高層都認為使用傳統戰鬥機就能夠打贏戰爭，於是把經費投放去研發其他機種。
後掠翼的概念早於1935年由德國氣動力學家阿道夫·布斯曼（Adolph Busemann）提出，1940年威利·梅塞施密特（Willy Messerschmitt）開始研究這個概念。1941年4月他提議把一對35度後掠的機翼安裝到Me 262上。然而提議並沒有被採納，1944年提出的兩個高速版本HGII和HGIII分別有35度和45度的後掠翼。投產的Me 262有一對前緣後掠18.5度的機翼，以維持飛機的重心。Me 262 V1到V4原型機都是以後三點式（前2後1）機輪支撐，後來發覺在起飛時水平尾翼受到主翼和引擎遮擋而失效，無法拉起飛機。於是在第5架原型機改用前三點式機輪（前1後2），問題迎刃而解。
首次試飛於1941年4月展開，但由於BMW 003噴射引擎尚未研制成功，Me 262 V1僅能在機鼻裝上容克（Junkers）的Jumo 210活塞引擎試飛。BMW 003裝上Me 262 V1後，機鼻的活塞引擎仍然被保留著，萬一兩具BMW 003引擎同時熄火，試飛員仍能夠轉用活塞引擎著陸。
1942年3月25日，試飛員弗里茨·溫德爾（Fritz Wendel）駕駛著有3具引擎的Me 262 V1升空，升空不久後兩具BMW 003引擎突然熄火，溫德爾發動備用的Jumo 210引擎，把原型機從失速的險境救出，安全著陸。
1942年7月18日，V3原型機只帶著兩具噴射引擎由試飛員弗里茨·溫德爾駕駛在德國京茨堡（Günzburg）附近的利佛海姆（Leipheim）升空。BMW 003引擎已經證實不太可靠，V3換裝了新的容克Jumo 004噴射引擎。雖然Jumo 004比BMW 003可靠得多，但Me 262要與阿拉多（Arado）Ar 234轟炸機爭奪引擎供應。與英國的流星式戰鬥機勞斯萊斯韋蘭（Welland）噴射引擎相比，Jumo 004的可靠性還是非常之低。
翌年的試飛中，引擎問題仍然困擾著Me 262，使得生產速度非常緩慢。1943年11月26日，希特勒參觀了Me 262的試飛後要求把它改成轟炸機。雖然機身的修改早在1942年便完成，但由於缺乏鎢和鉻這兩種高耐熱能力的金屬，引擎需要重新設計並使用一些耐熱能力較差的合金。到1944年才開始量產。

## 高速研究

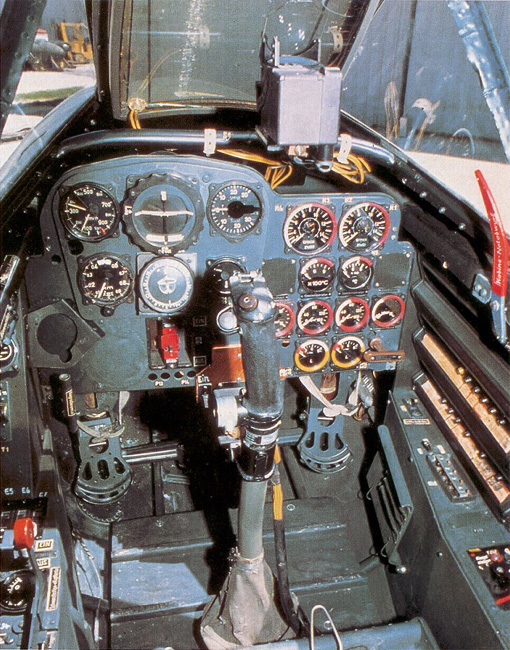
Me 262駕駛艙

威利·梅塞施密特只把量產型看成過渡型號。他於1940年已經開始後掠翼的研究工作，1944年後掠翼機型已經在圖紙上出現。1944年試飛的Me 262 HG 1（德語：Hochgeschwindigkeit，高速型）與量產型相比只有少量修改，主要是座艙變得更流線型，HG II和HG III的改動則相對較大。計劃中的HG II修改包括流線型座艙、35度後略翼和V型尾翼，而HG III則用傳統尾翼、45度後掠翼和把引擎安裝於翼根內。
梅塞施密特亦進行了一連串飛行操控的測試，發現Me 262在俯衝到時速0.86馬赫就會失去控制，並會帶動飛機向下壓，隨著俯衝變得更陡峭，速度亦隨之增加，巨大的負G力最後會使機身瓦解。
Me 262 HG型估計能夠在平飛時達到跨音速的速度（0.8-1.3馬赫），HG III計劃的極速是在6000米高度達到0.96馬赫。
戰後，在高速研究中有領導地位的英國皇家航空研究院（Royal Aircraft Establishment）重新測試了Me 262，希望測試可以協助英國突破音障。皇家航空研究院在測試中達到了0.84馬赫，並證實梅塞施密特俯衝測試的結果是正確的。蘇聯亦進行了相似測試。
然而一個長久以來常被以訛傳訛的流言，Me 262的後掠翼是為了平衡因設計途中越來越重的發動機而改變的機身重心，並不是為了提高高速性能而設計。
威利·梅塞施密特死後，一名前Me 262飛行員漢斯·基多·穆克（Hans Guido Mutke）宣稱他在1945年4月9日一次垂直90度俯衝中率先突破了音障。但他的說法受到極大爭議，除了因為單憑回憶外，也沒有提供當時的高度以確定他是否進行了超音速飛行（海平面超音速大概是每小時1,235公里）。而且，量度速度的皮託管可能因為高速飛行時形成的高壓而影響讀數。

## 製造
如同納粹德國的許多產品一般，Me 262戰鬥機的生產與壓榨集中營的奴工息息相關，據估計，大約1,000體的Me 262戰鬥機是在毛特豪森-古森集中營的勞動子營古森集中營生產的，而此處囚犯被關押後的平均餘命大約是六個月。
由於德國被不斷轟炸，所以Me 262生產都被移到一些不起眼的工廠中進行，有時甚至在樹林中生產，因此德軍開始計畫建造一系列的地下工廠。其中一個秘密工廠為REIMAHG，REIMAHG原本是位於德國卡拉南方華斯波堡山的一座舊礦場。1944年德軍計畫在此建造一座秘密工廠來組裝Me 262，計畫由紹克爾主導，藉由擴建原有的礦坑來建立了一座擁有近40條坑道的地下工廠，並將山頂剷平鋪設一條僅僅只有1000公尺的跑道，從引擎到飛機本體完全都在REIMAHG製造組裝完成，最後再由山坡旁的升降平台將完成的Me 262送上山頂的跑道，但由於1000公尺長的跑道仍不足夠讓Me 262起飛，因此在此完工的Me 262需藉由火箭助推來起飛，REIMAHG製造的第一架Me 262在1945年2月21日完工起飛，在終戰前只有完成27架Me 262。

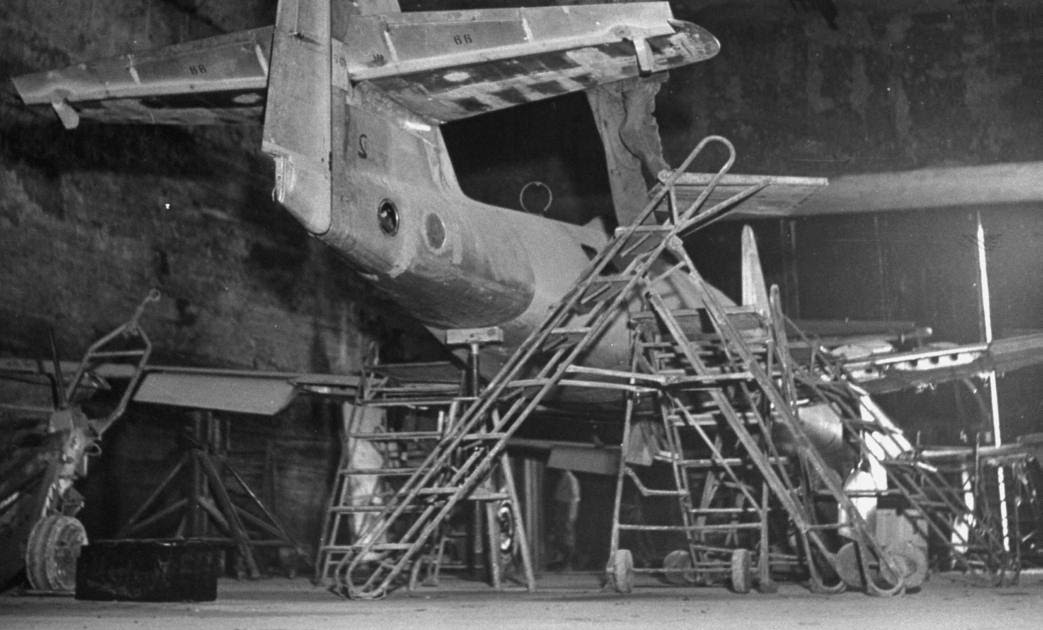
於REIMAHG地下工廠建造中的Me 262

另一座秘密工廠Weingut I位在德國巴伐利亞的米爾多夫，是一桶型碉堡，由12段拱形構成，總長400公尺，寬85公尺，深18公尺，屋頂的鋼筋混泥土厚3公尺，完工後再澆注2公尺厚的水泥並鋪上泥土種植樹木。Weingut I於1944年五月開始建造，動用了一萬名的勞工，其中有8500人是集中營的囚犯，預計在6個月內完成。

Weingut I

施工的工法為先在地表上堆起小山，並藉由這些小山建構拱形屋頂，緊接著在這些屋頂的地下挖掘一條火車隧道，藉由重力使這些砂石落入車廂然後移出，另外搭配人力清除砂石。完工後的碉堡有九層樓深，並預計用來生產Me 262的引擎與零組件，最後再送到同樣位於巴伐利亞蘭茨貝格的Weingut II工廠進行組裝，但直到1945年四月停工前，12座拱形中只有7座完工，其他系列工廠至戰爭結束時仍未建成。
除了德國以外，因為軸心同盟關係因此德國對日本提供了Me 262的設計圖，日本獲得之後製造出橘花攻擊機和火龍戰鬥機，但直到日本戰敗投降為止並未服役。

## 投入戰爭
1944年4月，262試飛隊（Erprobungskommando 262）在巴伐利亞的列希菲德（Lechfeld）成立，1944年7月，沃爾特·諾沃特尼（Walter Nowotny）獲任命為262試飛隊指揮官，262試飛隊易名為諾沃特尼飛行隊（Kommando Nowotny）。1944年8月，飛行隊擊落19架盟軍飛機，損失了6架Me 262。德軍原本計劃利用Me 262打擊盟軍的護航機隊，讓較慢的螺旋槳戰鬥機攻擊轟炸機隊，但盟軍在戰鬥機數量上有著壓倒性的優勢，令Me 262不得不轉為打擊轟炸機隊。由於Jumo 004引擎的性能關係，Me 262要盡量避免與盟軍戰鬥機纏鬥（dogfight）。11月，諾沃特尼被一架P-51戰鬥機擊斃，諾沃特尼飛行隊解散。1944年秋天，第51轟炸機聯隊（KG51）第1大隊（I Gruppe）成為首個換裝Me 262的部隊。
1945年1月，第7聯隊成立，成為首個全面配備Me 262的戰鬥機隊。同時，自1944年6月即開始使用Me 262進行轟炸行動的第54轟炸機聯隊（KG54）第1大隊也轉為戰鬥機單位，其後在兩周內損失12架Me 262，只取得很少戰績。
1945年2月，由阿道夫·加蘭德（Adolf Galland）中將領導的第44噴射戰鬥機聯隊（Jagdverband 44, JV44）成立，加蘭德從一些因為缺乏燃料已不能飛行的部隊中挑選了很多有豐富經驗的飛行員加入聯隊。
在接收更多機體與訓練後，德國空軍的Me 262戰鬥機部隊在1945年2～3月之交開始形成足夠的戰力，3月開始以每次數架到數十架不等的數量對盟軍轟炸機進行攔截。1945年3月18日，Me 262戰鬥機隊首次對盟軍轟炸機編隊發動大規模攻擊，隸屬第7聯隊的37架Me 262攻擊有1,221架轟炸機和632架護航戰鬥機的盟軍編隊，擊落其中12架轟炸機和1架戰鬥機，損失3架Me 262。雖然在1比50的戰力差下取得4比1的戰果交換比正是德國空軍扭轉戰爭局勢所需要的，但被擊落的盟軍飛機只佔攻擊隊伍的1%，效果非常微小─具體而言，德國空軍若無法如1943年至1944年初般地對每次美國陸軍航空軍的入侵造成5%的機組損失，則根本無法阻止其空襲。少量的Me 262根本不足以增加美國的損失。
數架Me 262 B型雙座教練機都被改裝成夜間戰鬥機，機上配備雷達和八木天線。於柏林第11夜間戰鬥機聯隊（Nachtjagdgeschwader 11, NJG11）第10中隊（後改名為維爾特飛行隊）服役。1945年首三個月，這幾架Me 262在柏林附近擊落了13架蚊式（Mosquitoes）戰鬥機。由於缺乏雙座教練機，很多飛行員首次飛行噴射機都在沒有教官協助下進行。
儘管Me 262有很多缺點，但它的出現是螺旋槳戰鬥機沒落之始。Me 262最高速達到每小時870公里，比當時一般飛機時速快100-150公里／時。很多盟軍轟炸機機員都指出他們對Me 262的速度感到非常驚奇，當時很難想像一架非螺旋槳飛機能夠達到這麼高的速度。而且當盟軍當局得知Me 262的存在後，並未知會所有部隊。
戰爭結束時，有28位德軍飛行員因為擊落超過5架敵機而成為噴射機王牌。德國空軍的第一噴射機王牌是10/NJG-11的指揮官庫特·維爾特中尉，以確認擊落22架敵機拔得頭籌。日間戰果最輝煌者為EJG-2的海因茲·貝爾中校，其於該機型上創造的戰果為16架。

### 反轟炸機戰術
攻擊轟炸機編隊的標準方法是在比轟炸機編隊高的高度從後接近，然後以俯衝取得額外速度，再拉起飛機瞄準機群並於600公尺距離以4門30mm機砲攻擊。
盟軍轟炸機機槍手發現他們的電動砲塔在追蹤噴射機時有點吃力。但是Me 262那種直線接近的方式，再以高速進入火力範圍，經過短暫射擊後就撤離，令到轟炸機機槍手在搜索目標方面比砲塔的旋轉率來得更加重要。
其後，德軍發展了新的戰術對抗盟軍轟炸機的防御。利用Me 262攜帶大量R4M火箭炮，從轟炸機編隊側面接近，並在轟炸機.50吋口徑機槍的射程外齊射火箭彈。一兩枚火箭彈的威力就足以擊落以堅固而聞名的B-17轟炸機。這個戰術來得太遲，已經無力改變戰況，但它比標準的攻擊方法更具效果。這種攻擊方式一直沿用到空對空飛彈普及才淡出戰爭舞台。也因為每次都有兩至三架Me 262一同攻擊而被起了一個外號—德國空軍狼群（Luftwaffe's Wolf Pack）。
1944年9月1日，美國空軍卡爾·斯帕茲（Carl Spaatz）中將指出，如果德軍配備更大量噴射機的話，他們就能夠增加美軍轟炸機的損失，使盟軍需要暫停日間的戰略轟炸任務。

### 反噴射機戰術
盟軍為了反制噴射機，迅速發展了一套戰術讓螺旋槳飛機去對抗擁有巨大速度優勢的Me 262。轟炸機的護航機（特別是P-51）會飛在轟炸機編隊上方，以俯衝取得額外速度，縮短與Me 262之間的速度差距。除此之外Me 262的機動性比P-51差，受過訓練的盟軍飛行員很容易就能夠趕上一架轉向中的Me 262。
另一個試驗性戰術是把氮氧化物容器加裝到P-51上。在追擊Me 262時，飛行員按一下按鈕就能夠把氮氧化物注入到引擎，以取得額外馬力。
但最可靠的方法還是攻擊地面上的Me 262，或者在它們起飛和降落時將之擊落。因此，盟軍會轟炸德軍的噴射機基地，又會派戰鬥機在噴射機基地上空巡邏，隨時攻擊準備降落的噴射機。德軍雖然沿著降落路線架設起防空砲和派傳統戰鬥機保護在起飛或降落的Me 262，但這種戰術最終決定了Me 262的命運，在1945年4月的頭一週，西線盟軍一系列的噴射機基地空襲行動毀滅了幾個主要Me 262部隊的大部戰力，而山窮水盡的納粹德國已經無力再補充這些損失了。
為了反制噴射機，盟軍主要投入了噴火式、颶風式、P-51與La-7，但第一次創下的擊墜紀錄是在1944年8月28日由美國第28飛行隊下轄之第78戰鬥機中隊的駕駛員Joseph Myers少校與僚機Manford O. Croy少尉駕駛的P-47D，在西線戰場發現一架所屬第51轟炸戰鬥團（KG (J) 51）的Me 262正準備降落，因此採取俯衝攻擊將這架位於低空且低速飛行的Me 262擊落。1944年10月5日，皇家加拿大空軍第401中隊的一架噴火式戰鬥機擊落Me 262。1945年2月15日，一架由蘇聯飛行員伊萬·闊日杜布（Ivan Kozhedub）駕駛的La-7戰鬥機在德國東部擊落了1架Me 262，也是二戰期間蘇聯擊落的唯一一架噴射機。
除了螺旋槳飛機以外，美國陸軍要求比原定計劃更早開始生產他們的噴射戰鬥機—P-80，以對抗Me 262。美軍在歐洲部署了4架P-80，但在其中1架發生嚴重意外後不得不停飛所有P-80。而英國的流星式噴射戰鬥機早於1944年7月服役，但兩架流星式飛機從來沒有投入歐洲戰場只在英國本土上空攔截V-1飛彈，其後在歐洲大陸執行任務，卻從未有遇到任何戰鬥。直到韓戰才開始出現噴射機對噴射機的空戰。

## 戰後

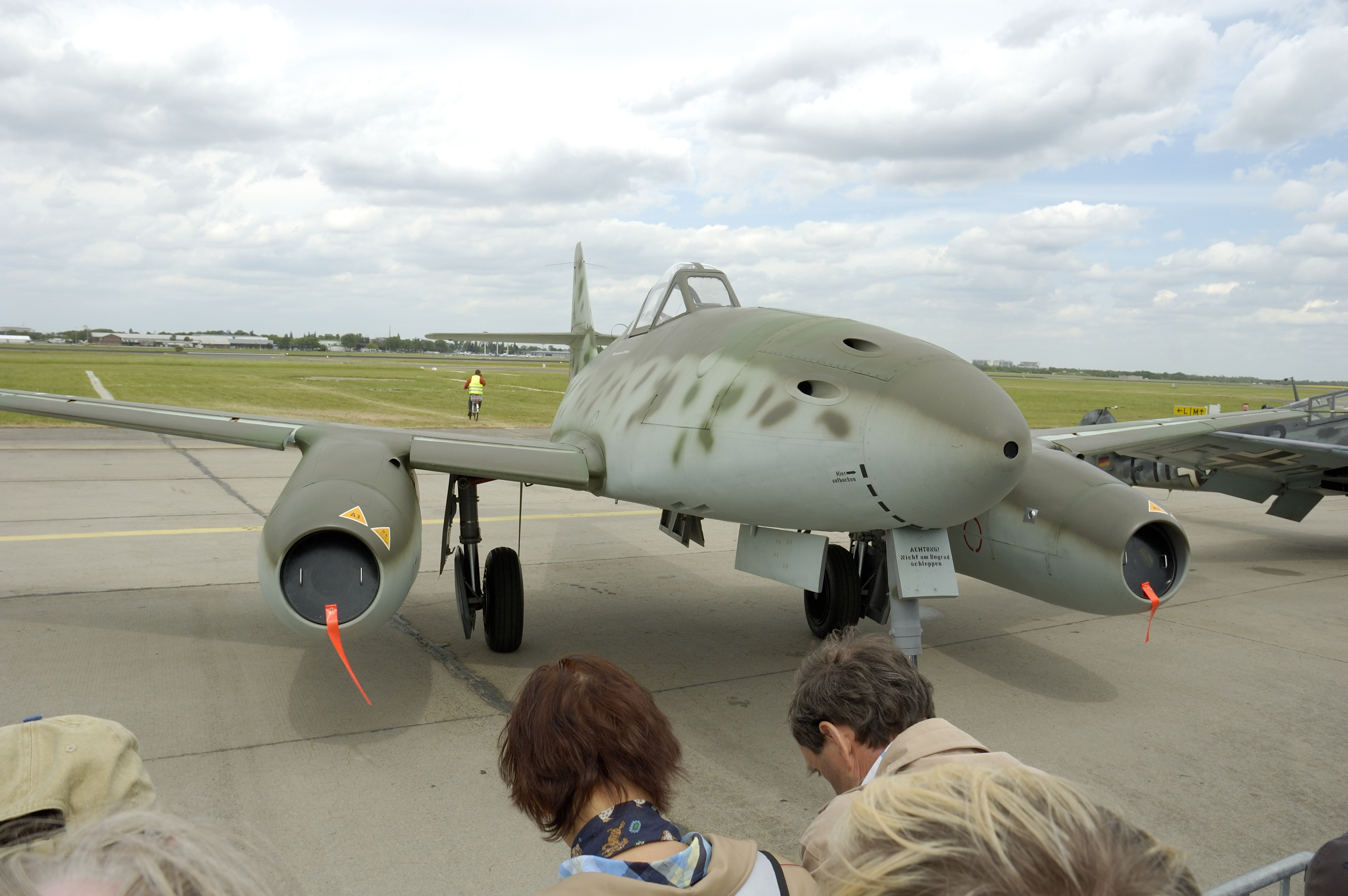
2006年柏林航空展公開展示的Me 262 A-1c（戰後複製型號）

戰後，Me 262與很多德軍的先進武器一樣，落入了蘇聯和美國手中，雙方都擄獲了很多完整的Me 262。在測試中，Me 262的速度比英國的流星式還要快，但航程、座艙左右和後方的視線都較差，流星式在高速時也有操控困難的問題。
Me 262受到廣泛研究，與同時期的Ta 183也幫助了美蘇早期的噴射戰鬥機發展。F-86軍刀和MiG-9戰鬥機（1946年）都受到Me 262的影響。
捷克斯拉夫飛機公司在戰後仍然繼續生產雙座和單座的Me 262。到了1957年仍然有Me 262飛行。 
2003年1月，美國民间发起的Me 262計劃建造的1架Me 262 B-1c雙座機試飛成功，配備通用電氣J85引擎，更新了剎車裝置和強化起落架。2005年8月，一架全新製造的Me 262 A-1c試飛成功。第1架Me 262 A-1c會由私人擁有，而第2架會交付到Messerschmitt，這架Me 262已經完成組裝在4月末試飛，並於2006年5月在柏林航空展公開展示。

## 型號

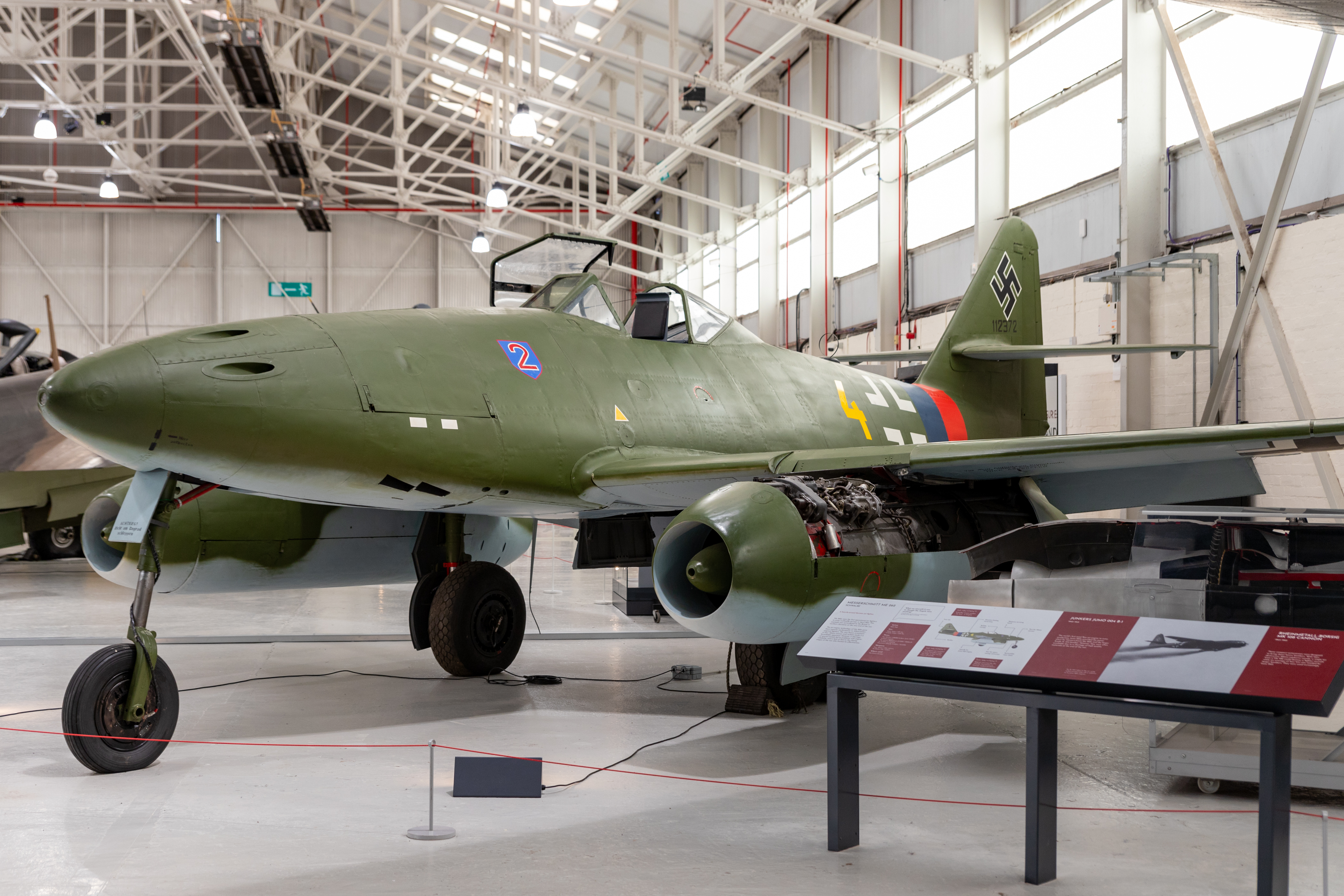
Me 262 A-1a

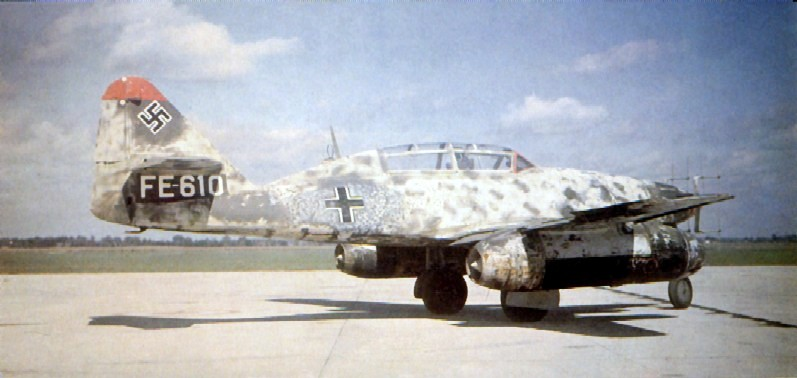
Me 262 B-1a/U1

A-0
試驗性生產機型，裝上2x Jumo 004B渦輪噴氣引擎
A-1a 燕式（Schwalbe）
戰鬥機及戰鬥轟炸機的生產機型
A-1a/R-1
裝備了R4M空對空火箭彈
A-1a/U1
重火力改装型，於機鼻加裝兩門航砲，總共六門，只生產了一架原型機（2x 20 mm MG 151機砲、2x 30 mm MK 103機砲、2x 30 mm MK-108航空机炮）
A-1a/U2
唯一的原型機，加裝FuG 220 Lichtenstein SN-2雷達及天線，並執行測試任務成為夜間戰鬥機
A-1a/U3
武裝偵察機型號，加裝兩具RB 20/30照相機（有時可改裝一具RB 20/20及一具RB 75/30），保留戰鬥機標準武裝中30mm MK-108航空机炮僅一門（但大多數都是非武裝）
A-1a/U4 編隊殺手 (Pulkzerstörer)
反轟炸機攔截機型號，僅有兩架原型機，機鼻只有一門50 mm MK 214（或Bordkanone BK 5）大口徑反坦克砲
A-1a/U5
在機鼻改裝上6x 30 mm MK-108航空机炮
A-1b
於A-1a相似，但配備BMW 003引擎，只有少量建造，極速每小時800Km/h (497 mph)
A-2a 暴風鳥（Sturmvogel）
（限定）轟炸機型號，裝備兩具ETC-504掛架，可掛載兩枚500公斤炸彈，保留戰鬥機標準武裝中30mm MK-108航空机炮僅兩門
A-2a/U1
安裝了先進的投彈瞄準器，只生產了一架原型機
A-2a/U2
機鼻由玻璃組成以容納投彈手，因Ar-234之開發成功而取消，僅有兩架原型機
A-3a
計劃的對地攻擊機型號，從未投產
A-4a
偵察機型號
A-5a
（限定）偵察機型號
B-1a
雙座教練機
B-1a/U1
由B-1a改裝成（暫時性）夜間戰鬥機，裝有FuG 218海王星雷達
B-2a
雙座夜間戰鬥機。加長機身，搭載使用碟型天線的FuG 240柏林雷達，僅有紙上計畫
C-1a
僅有一架原型機（由Me 262A Werknummer 130 186改裝己成），亦保留使用尤莫（Jumo）004發動機，機尾加裝上瓦爾特Walter 109-509火箭引擎的後燃器作動力助推器的實驗型攔截機（Heimatschützer I帝國衛士I），首次由噴氣／火箭復合動力發動機於1945年2月27日試飛
C-2b
僅有一架原型機（由Me 262A Werknummer 170 074改裝己成），發動機换成兩具BMW003R噴氣／火箭複合發動機（每個BMW 003嘖氣引擎上在後方加裝一具BMW 718火箭引擎），機尾裝有瓦爾特火箭引擎的後燃器作動力助推器及兩具BMW 003R組成複合動力裝置的實驗型攔截機（Heimatschützer II帝國衛士II），只有一次試飛（由噴射／火箭動力複合裝置）於1945年3月26日
C-3a
僅有一架原型機，機腹裝有瓦爾特火箭引擎的攔截機型
D-1
計劃型號能夠攜帶Jagdfaust mortars
E-1
計劃於A-1a/U4裝上武裝機砲的型號
E-2
計劃武裝火箭彈的型號，能夠攜帶48x R4M火箭彈
S
A-0系列的試驗型，成為Me 262 A-1a
V
為Me 262的試驗型
W
計劃為Me262裝上噴射發動機
日本授權製造：
- 火龍（未完成）

戰後型號：
- Avia S-92 - 由捷克斯洛伐克生产的Me 262 A-1a
- Avia CS-92 - 由捷克斯洛伐克生产的Me 262 B-1a
- Me 262A-1c/B-1c - 戰後由美國複製之型號，無武裝，使用兩具通用電氣公司的J-85渦輪噴射發動機，動力及可靠性皆較60年前之原廠Me 262大幅提升。

## 使用國
捷克斯洛伐克
- 捷克斯洛伐克空軍（9架S-92及3架CS92）

 納粹德國
- 德國空軍

## 主要性能參數（Messerschmitt Me 262 A-1a）
基本信息
- 机组：1人

性能
- 推重比：0.28

武器

- 機槍：4 x 30mm MK-108航空机炮（A-2a: 2x機砲）

1 x 50mm MK-214或Bordkanone BK-5機砲（A-1a/U4）
- 火箭彈：24 x 55 mm（2.2 in）R4M火箭彈
- 炸彈：2 x 250 kg (550 lb) 炸彈（只有A-2a）

## 相關連結
- 1919年－1945年德國軍用飛機列表
- Me 163戰鬥機
- Me 263戰鬥機
- Fa 223 龍式軍用直升機
- 米格-15戰鬥機
- F-86戰鬥機(與米格-15是二戰後第一款真正實用的噴气戰斗機，也是第一世代戰鬥機。)
- 格罗斯特流星战斗机
- 橘花攻擊機

## 外部連結
- Stormbirds - Me 262計劃 （页面存档备份，存于）
- German Me262 Footage
- 德國空軍噴射機王牌 （页面存档备份，存于）
- Warbird Alley: Me 262 page （页面存档备份，存于）
- ME 262 at an Airshow in Berlin 2006 （页面存档备份，存于）
- Messerschmitt Me-262 Schwalbe  （页面存档备份，存于）——Messerschmitt Me-262 A-1a/U4 Pulkzerstorer